# الانتخابات البرلمانية الفنزويلية لعام 2020
عُقدت الانتخابات البرلمانية في فنزويلا في السادس من ديسمبر عام 2020. بالإضافة إلى النواب الـ167 في الجمعية الوطنية المؤهلين لإعادة انتخابهم، أعلن رئيس المجلس الانتخابي الوطني زيادة مقاعد المجلس بمقدار 110 مقعدًا، ما جعل عدد النواب المنتخبين 277.
وافقت أحزاب المعارضة التي تشكل تحالف المائدة المستديرة للوحدة الديموقراطية، وبالإجماع، على عدم المشاركة في الانتخابات، مرجعة السبب إلى المخالفات والشكاوى التي رفعتها الأحزاب خلال مرحلة التخطيط للعملية الانتخابية، وادعت أن الانتخابات كانت مزوّرة على الأرجح. وقّع 27 حزبًا سياسيًا على الاتفاقية، من بين الموقعين أحزابُ المعارضة الأربع الكبرى، وهي حزب الإرادة الشعبية وحظب العدالة أولًا وحزب العمل الديموقراطي وحزب العهد الجديد.
انتقدت المعارضة تعيين أعضاء من المجلس الانتخابي الوطني من طرِف المحكمة العليا، مدعية أن المحكمة خاضعة لنفوذ الجمعية الوطنية، بالإضافة إلى تعرّض مجالس إدارة ما لا يقل عن 7 أحزاب سياسية للإيقاف أو الاستبدال على يد محكمة العدل العليا الموالية للحكومة، من بينها مجالس إدارة حزب الإرادة الشعبية وحزب العدالة أولًا وحزب العمل الديموقراطي وحزب كوباي، وأحزب يسارية أخرى مثل حزب توبامارو وحزب الوطن للجميع وحزب الراية الحمراء. شجّع السياسيان المعارضان إنريكه كابريليس وستالين غونزاليز على المشاركة في الانتخابات في بداية الأمر، ثم انسحبا لاحقًا وطالبا بإجراء الانتخابات ضمن ظروف أفضل.
رفضت مجموعة ليما وفريق الاتصال الدولي لفنزويلا والاتحاد الأوروبي والولايات المتحدة عقد الانتخابات البرلمانية في عام 2020، وأرجعت السبب إلى «غياب الشروط الحرة والنزيهة». ادعى فريق الاتصال الدولي، والذي تتزعمه الأوروغواي، أن تشكيل المجلس الانتخابي «يقوّض مصداقية العملية الانتخابية القادمة». ادعت منظمة الدول الأمريكية أن تعيين المجلس الانتخابي «غير قانوني»، ورفضته، وادعت أيضًا أن الهيئات المستقلة ضرورية لإجراء انتخابات «شفافة وحرة ونزيهة» في البلاد. في يوليو، قال مكتب المفوضية السامية للأمم المتحدة لحقوق الإنسان، والذي تتزعمه ميشال باشليت، أن «القرارات الأخيرة لمحكمة العدل العليا تبطل احتمال بناء ظروف ملائمة للعمليات الانتخابية الديموقراطية والتي تتمتع بالمصداقية» وأن «تعيين رؤوساء المجلس الانتخابي الوطني تمّ بدون موافقة كافة القوى السياسية».

## خلفية
منذ انتخابات الجمعية التأسيسية الفنزويلية لعام 1999، هيمنت الأحلاف الداعمة للرئيس هوغو تشافيز على الجمعية الوطنية. في الانتخابات البرلمانية لعام 2005، قررت معظم أحزاب المعارضة الانسحاب منها، ما أدى إلى فوز حركة الجمهورية الخامسة والأحزاب الأخرى الداعمة لتشافيز بكافة مقاعد البرلمان. في انتخابات عام 2010، تشكل تحالف من أحزاب المعارضة على يد المائدة المستديرة للوحدة الديموقراطية للمنافسة في الانتخابات، واستاطعت الفوز بـ64 مقعدًا. حاز الحزب الاشتراكي الموحد، وهو تحالفٌ شكله تشافيز يضم حركة الجمهورية الخامسة وعدد من الأحزاب الصغيرة، على 96 مقعدًأ، فحافظ بذلك على أغلبية المقاعد، لكنه خسر ثلثي وثلاثة أخماس الغالبية العظمى. حاز حزب الوطن للجميع، وهو حزب يساري صغير، على مقعدين فقط.
بعد وفاة تشافيز عام 2013، اختُير نيكولاس مادورو ليكون خليفة له بعد فوزه في الانتخابات الرئاسية لعام 2013 بفارق ضئيل، فاستمر في ممارسة نفوذ وتأثير تشافيز الإيديولوجي. في الانتخابات البرلمانية لعام 2015، حاز تحالف المائدة المستديرة للوحدة الديموقراطية على غالبية عظمى من المقاعد (112 مقعدًا) مقابل 55 مقعدٍ حاز عليها القطب الوطني الكبير. من ناحية عدد الأصوات في الاستفتاء الشعبي، تلقى حزب المائدة المستديرة 7.7 مليون صوت، ما مثّل زيادة مقدارها 2.4 مليون صوت مقارنة بانتخابات عام 2010، فأصبح بذلك الحزب الذي كسب أكبر عددٍ من الأصوات في تاريخ الانتخابات الفنزويلية. كانت النتيجة هزيمة ساحقة للحزب الاشتراكي الموحد والتحالف الأكبر الذي يشكله القطب الوطني، مأ أدى إلى فقدان هيمنته على الجمعية الوطنية لأول مرة منذ عام 1999.
وسط الأزمة الدستورية الفنزويلية في عام 2017، انتُخبت هيئة أخرى هي الجمعية الوطنية التأسيسية عام 2017، بهدف إعادة صياغة الدستور الفنزويلي. ومنذ تلك الفترة، عملت الهيئتان التشريعيتان بالتوازي، فشكّلت الجمعية الوطنية الطرف المعارض الأساسي للرئيس نيكولاس مادورو، بينما كانت الجمعية الوطنية التأسيسية الحليف الرئيس لمادورو. بدءًا من مايو عام 2019، كان من المقرر انتهاء تفويض الجمعية التأسيسية في الحادي والثلاثين من شهر ديسمبر عام 2020، وهو إجراء يستبدل القرار السابق من شهر أغسطس عام 2017 الذي يمنح الجمعية شرعيتها لمدة لا تقل عن سنتين.
في فبراير 2018، اقترح نيكولاس مادورو إيقاف الانتخابات البرلمانية إلى جانب الانتخابات الرئاسية المقرر عقدها بين شهري أبريل ومايو من ذلك العام. لكن المجلس الوطني الانتخابي رفض المقترح لاحقًا، وأشار إلى أن إجراء الانتخابات البرلمانية والرئاسية معًا سيكون شديد التعقيد. بعد عام، أعلن مادورو دعمه إجراء انتخابات خلال عام 2019، بناء على اقتراح من الجمعية التأسيسية. خلال خطابٍ ألقاه أمام اجتماع مناصرٍ للحكومة للاحتفال بالذكرى العشرين للثورة التي قادها الرئيس السابق هوغو تشافيز، قال مادورو: «يريدون ]المعارضة[ استقدام الانتخابات، فلنقم بالانتخابات إذًا».
في نوفمبر عام 2019، أعلن خوان غوايدو وستالين غونزاليز، بالإضافة إلى الرئيس السابق للمجلس الانتخابي الوطني فيثينتي دياز، أن الانتخابات لن تحلّ أزمة فنزويلا الوطنية. قال غوايدو أن المعارضة لن تشارك في أي نقاشات لن تسهم في حلّ الأزمة.
في 7 مارس عام 2020، اندلعت النيران في مخازن المجلس الانتخابي الوطني في فيلا دي ماريتشيس ضمن العاصمة كاراكاس. أعلنت تيبيساي لوثينيا، رئيس المجلس، خسارة 582 جهاز حاسب و49 ألف و408 آلة اقتراع و400 صندوق اقتراع و22 ألف و434 محوّل كهربائي و49 ألف و323 ماسح لبصمة الإصبع و127 صندوق اقتراع كان من المقرر سحبها. أكد أندريس كاليكا، الرئيس السابق للمجلس الانتخابي، أن المجلس الانتخابي لم يعد يملك أي عتاد صلب، وأن البنية التحتية الانتخابية والآلات وماسحات البصمة، بالإضافة إلى سعة التشغيل المقررة لبرمجة الآلات، فُقدت جميعها أثناء الحريق.
في منتصف عام 2020، شجّع السياسيان المعارضان إنريكه كابريليس وستالين غونزاليز على المشاركة في الانتخابات. ردًا على ذلك، أوجد خوان غوايدو «الحلف الوحدوي» إلى جانب زعماء 37 حزبًا سياسيًا، مؤكدًا من جديد على عدم المشاركة في الانتخابات وداعيًا لإجراء استفتاء في فنزويلا. بعدما التقت ماريا كورينا ماتشادو، وهي زعيمة الحزب السياسي فينتي فنزويلا، بغوايدو، قررت رفض مقترح الاستفتاء، وانتقدت عجز غوايدو عن إزاحة مادورو عن السلطة وأكدت على أهمية الخيار العسكري. وصف إليوت أبرامز، الممثل الخاص للأمم المتحدة في فنزويلا، مقترح ماريا كورينا بـ«السريالي». انسحب كابريليس وغونزاليز لاحقًا من العملية الانتخابية كي يمارسا الضغط من أجل تحسين ظروف الانتخابات.
في سبتمبر عام 2020، أعلن مادورو أن ضباط الجيش سيحافظون على الأصوات ويحفظونها في منازلهم، ضمن ما عرف بـ «خطة الأمن البيولوجي»، ورفض احتمال تأجيل الانتخابات.

### محكمة العدل العليا تختار مجلسًا انتخابيًا جديدًا
في أكتوبر عام 2019، وافقت الجمعية الوطنية على بدء تعيين لجنة مسلمات الأعضاء الجدد في المجلس الانتخابي الوطني. في مايو عام 2020، أعلنت لجنة المرشحين الانتخابيين، وهي المسؤولة عن تعيين المجلس الانتخابي الوطني الجديد في فنزويلا، أنها ستوقف اجتماعاتها بسبب وباء كورونا المستجد.
أعلنت محكمة العدل العليا، الموالية لنيكولاس مادورو، في شهر حزيران أن الجمعية الوطنية لم تسمّ رؤساءها لترشيحهم إلى المجلس الانتخابي الوطني. استنكرت المعارضة هذا الإعلان واعتبرته محاولة لعرقلة عملية الانتخابات.